# Bothriembryon spenceri
Bothriembryon spenceri är en snäckart som först beskrevs av Tate 1894.  Bothriembryon spenceri ingår i släktet Bothriembryon och familjen Bulimulidae. IUCN kategoriserar arten globalt som sårbar. Inga underarter finns listade i Catalogue of Life.